# Imidă

Structura generală a unei imide.

O imidă este o grupă funcțională alcătuită din două grupe acil legate de un atom de azot. Imidele sunt asemănătoare din punct de vedere structural cu anhidridele acide, totuși cele din urmă sunt mai reactive. Au aplicații comerciale, fiind componenți importanți ai unor polimeri.

## Obținere
Majoritatea imidelor comune sunt preparate prin încălzirea acizilor dicarboxilici sau a anhidridelor lor acide cu amoniac sau amine primare. Acesta este un exemplu de reacție de condensare:
(RCO)2O + R′NH2  →  (RCO)2NR′ + H2O
Aceste reacții au loc cu formare de compuși intermediari ai amidelor. Reacția intramoleculară a acizilor carboxilici cu amide este de departe mai rapidă decât reacția intermoleculară, fiind rar observată practic.
De asemenea, imidele mai pot fi obținute prin oxidarea amidelor, în mod particular atunci când se pornește de la lactame:
R(CO)NHR'  + [O] →  R(CO)N(CO)R'